# Dicranomyia (Dicranomyia) novemmaculata
Dicranomyia (Dicranomyia) novemmaculata is een tweevleugelige uit de familie steltmuggen (Limoniidae). De soort komt voor in het Palearctisch gebied.